# Open Sud de France 2025
L'Open Sud de France 2025 è stato un torneo di tennis giocato sul cemento. Si è trattato della 38ª edizione del torneo facente parte dell'ATP Tour 250 nell'ambito dell'ATP Tour 2025. Si è giocato al Park&Suites Arena di Montpellier, in Francia, dal 27 gennaio al 2 febbraio 2025.

## Partecipanti al singolare

### Teste di serie
| Nazionalità | Giocatore             | Ranking* | Testa di serie |
| ----------- | --------------------- | -------- | -------------- |
|             | Andrej Rublëv         | 9        | 1              |
| Canada      | Félix Auger-Aliassime | 23       | 2              |
| Italia      | Flavio Cobolli        | 32       | 3              |
| Kazakistan  | Alexander Bublik      | 37       | 4              |
| Paesi Bassi | Tallon Griekspoor     | 40       | 5              |
| Belgio      | David Goffin          | 54       | 6              |
| Francia     | Arthur Rinderknech    | 61       | 7              |
| Cina        | Bu Yunchaokete        | 67       | 8              |

* Ranking al 13 gennaio 2025.

#### Altri partecipanti
I seguenti giocatori hanno ricevuto una wildcard per il tabellone principale:
- Grégoire Barrère
- Quentin Halys
- Andrej Rublëv
- Stan Wawrinka

I seguenti giocatori sono entrati nel tabellone principale passando dalle qualificazioni:

- Nikoloz Basilashvili
- Alibek Kachmazov
- Aleksandar Kovacevic
- Constant Lestienne

#### Ritiri
Prima del torneo
- Roberto Carballés Baena → sostituito da  Borna Ćorić
- Sebastian Korda → sostituito da  Richard Gasquet
- Pedro Martínez → sostituito da  Christopher Eubanks
- Gaël Monfils → sostituito da  Daniel Altmaier
- Giovanni Mpetshi Perricard → sostituito da  Harold Mayot
- Alexandre Müller → sostituito da  Lucas Pouille
- Jaume Munar → sostituito da  Jesper de Jong
- Lorenzo Sonego → sostituito da  Botic van de Zandschulp
- Aleksandar Vukic → sostituito da  Michail Kukuškin

## Partecipanti al doppio

### Teste di serie
| Nazione     | Giocatore     | Nazione     | Giocatore              | Ranking* | Testa di serie |
| ----------- | ------------- | ----------- | ---------------------- | -------- | -------------- |
| Francia     | Sadio Doumbia | Francia     | Fabien Reboul          | 64       | 1              |
| Regno Unito | Jamie Murray  | Francia     | Édouard Roger-Vasselin | 66       | 2              |
| India       | Yuki Bhambri  | Croazia     | Ivan Dodig             | 73       | 3              |
| Paesi Bassi | Sander Arends | Regno Unito | Luke Johnson           | 105      | 4              |

* Ranking al 13 gennaio 2025.

### Altri partecipanti
Le seguenti coppie di giocatori hanno ricevuto una wildcard per il tabellone principale:
- Arthur Cazaux /  Stan Wawrinka
- Richard Gasquet /  Lucas Pouille

### Ritiri
Prima del torneo
- Sriram Balaji /  Miguel Ángel Reyes-Varela → sostituiti da  Flavio Cobolli /  Jonathan Eysseric
- Yuki Bhambri /  Albano Olivetti → sostituiti da  Yuki Bhambri /  Ivan Dodig
- Julian Cash /  Lloyd Glasspool → sostituiti da  Tallon Griekspoor /  Bart Stevens
- Ivan Dodig /  Skander Mansouri → sostituiti da  Jakob Schnaitter /  Mark Wallner
- Santiago González /  Jean-Julien Rojer → sostituiti da  Jeevan Nedunchezhiyan /  Vijay Sundar Prashanth
- Robin Haase /  Sem Verbeek → sostituiti da  Robin Haase /  Botic van de Zandschulp
- Vasil Kirkov /  Sebastian Korda → sostituiti da  Christian Harrison /  Evan King

## Punti
| Evento    | V   | F   | SF  | QF | 2T   | 1T | Q    | Q2   | Q1   |
| Singolare | 250 | 165 | 100 | 50 | 25   | 0  | 13   | 7    | 0    |
| Doppio    | 250 | 150 | 90  | 45 | N.D. | 0  | N.D. | N.D. | N.D. |

## Montepremi
| Evento    | V       | F       | SF      | QF      | 2T      | 1T     | Q2     | Q1     |
| Singolare | 90680 € | 52890 € | 31090 € | 18015 € | 10460 € | 6390 € | 3200 € | 1745 € |
| Doppio*   | 31530 € | 16940 € | 9910 €  | 5500 €  | N.D.    | 3240 € | N.D.   | N.D.   |

*per team

## Campioni

### Singolare
Félix Auger-Aliassime ha sconfitto in finale  Aleksandar Kovacevic con il punteggio di 6–2, 6(7)–7, 7–6(2).
- È il settimo titolo in carriera per Auger-Aliassime, il secondo in stagione.

### Doppio
Robin Haase /  Botic van de Zandschulp hanno sconfitto in finale  Tallon Griekspoor /  Bart Stevens con il punteggio di 6(7)–7, 6–3, [10–5].